# 猫丸先輩の空論
『猫丸先輩の空論』（ねこまるせんぱいのくうろん）は、小説家・倉知淳の8作目の作品で、猫丸先輩シリーズの4作目の短編集で、長編を含めると、5作目である。2005年9月5日に講談社より発行。定価は900円（税別）である。
年齢・職業ともに不詳の童顔探偵猫丸先輩が、日常を"本格推理"する、不可解で理不尽な謎がスラリと解かれる短編集である。

## 事件簿
水のそとの何か
イラストレーター・美里の家のベランダに毎朝置かれるペットボトルの意味とは!?
とむらい自動車
猫丸先輩の後輩、八木沢行寿の事故現場に集結させられた無線タクシーの意味とは?
子ねこを救え
猫婆と傷だらけの猫の謎。
な、なつのこ
密室状態のテントの中で散乱した七つの西瓜の意味とは!?
魚か肉か食い物
何処にでもいそうな内気な大学生の恐るべき秘密が起こす奇々怪々な事件の謎とは!?
夜の猫丸
残業中の八木沢のもとに忍び寄る電話の呼び出し音の謎とは!?